# Liste de peintures de Joaquín Sorolla
Cette page présente une liste de peintures de Joaquín Sorolla (1863-1923).

## Les Débuts
| Image | Thème        | Titre                                   | Date      | Technique         | Dimensions     | Lieu de Conservation                                   | Référence                     |
| ----- | ------------ | --------------------------------------- | --------- | ----------------- | -------------- | ------------------------------------------------------ | ----------------------------- |
|       | Nature morte | Nature morte                            | 1878      | huile sur toile   | 45 × 65 cm     | Musée des Beaux-Arts de Valence                        | Muséeconsulté le 15 Mars 2025 |
|       | Marine       | Scène de port; marine                   | 1880      | huile sur toile   | 44,5 × 78 cm   | Musée Sorolla, Madrid                                  | Muséeconsulté le 8 Mars 2025  |
|       | Portrait     | Tête de femme à la mantille blanche     | 1882 vers | huile sur toile   | 48 × 33 cm     | Musée du Prado, Madrid                                 | Muséeconsulté le 8 Mars 2025  |
|       | Histoire     | Dos de mayo                             | 1884      | huile sur toile   | 400 × 580 cm   | Musée du Prado, Madrid                                 | Muséeconsulté le 8 Mars 2025  |
|       | Nu           | Académie de la nature                   | 1884      | huile sur toile   | 400 × 580 cm   | Musée des Beaux-Arts de Valence                        | Muséeconsulté le 15 Mars 2025 |
|       | Biblique     | La Bénédiction d'Isaac                  | 1884      | huile sur toile   | 31 × 41 cm     | Musée des Beaux-Arts de Valence                        | Muséeconsulté le 15 Mars 2025 |
|       | Religieux    | La Mère de Dieu                         | 1884-1888 | huile sur toile   | 94 × 62 cm     | Musée des Beaux-Arts de Valence                        | Muséeconsulté le 15 Mars 2025 |
|       | Paysage      | Roma                                    | 1884-1889 | huile sur panneau | 14 × 19 cm     | Académie royale des beaux-arts Saint-Ferdinand, Madrid | Muséeconsulté le 8 Mars 2025  |
|       | Portrait     | Juan del Castillo                       | 1885 vers | huile sur toile   | 47,2 × 37 cm   | The Hispanic Society of America, New York              | Muséeconsulté le 15 Mars 2025 |
|       | Portrait     | Un Membre de la famille Garcia-Castillo | 1885 vers | huile sur toile   | 45,8 × 37,8 cm | The Hispanic Society of America, New York              | Muséeconsulté le 14 Mars 2025 |
|       | Portrait     | Rafael Altamira y Crevea                | 1886      | huile sur toile   | 55,5 × 41 cm   | Musée du Prado, Madrid                                 | Muséeconsulté le 8 Mars 2025  |
|       | Nu           | Académie d'homme                        | 1887      | huile sur toile   | 110 × 74 cm    | musée des beaux-arts de Valence                        | Muséeconsulté le 15 Mars 2025 |
|       | Nu           | Bacchante au repos                      | 1887 vers | huile sur toile   | 30 × 69 cm     | musée des beaux-arts de Valence                        | Muséeconsulté le 15 Mars 2025 |
|       | Portrait     | Paysanne d'Assise                       | 1888      | huile sur toile   | 54 × 38 cm     | Musée Sorolla, Madrid                                  | Muséeconsulté le 16 Mars 2025 |
|       | Paysage      | Amandier en fleurs                      | 1888-1889 | huile sur panneau | 15,5 × 25,3 cm | Musée Sorolla, Madrid                                  | Muséeconsulté le 8 Mars 2025  |
|       | Religieux    | Sainte Clotilde                         | 1888-1889 | huile sur toile   | 78 × 61 cm     | Musée du Prado, Madrid                                 | Muséeconsulté le 8 Mars 2025  |

## Installation à Madrid
| Image | Thème          | Titre                                         | Date      | Technique         | Dimensions       | Lieu de Conservation                             | Référence                                    |
| ----- | -------------- | --------------------------------------------- | --------- | ----------------- | ---------------- | ------------------------------------------------ | -------------------------------------------- |
|       | Scène de genre | La Vente de melons                            | 1890      | huile sur toile   | 52 × 79 cm       | Malaga, Musée Carmen Thyssen                     | Muséeconsulté le 9 Mars 2025                 |
|       | Portrait       | Clotilde García del Castillo                  | 1890      | huile sur toile   | 96 × 123 cm      | Musée Sorolla, Madrid                            | Muséeconsulté le 11 Mars 2025                |
|       | Scène de genre | Personnages sous un treillis ; Les fleuristes | 1891      | huile sur panneau |                  | Musée de Cadix                                   | Google artsconsulté le 12 Mars 2025          |
|       | Scène de genre | Epluchure des pommes de terre                 | 1891      | huile sur toile   | 40 × 48 cm       | Collection privée, Vente 2002                    | Catalogue Christie'sconsulté le 16 Mars 2025 |
|       | Portrait       | Le Peintre Juan Espina y Capo                 | 1892      | huile sur toile   | 69,5 × 54,5 cm   | Musée du Prado, Madrid                           | Muséeconsulté le 8 Mars 2025                 |
|       | Scène de genre | ¡Otra Margarita!                              | 1892      | huile sur toile   | 129 × 198 cm     | Mildred Lane Kemper Art Museum, Saint Louis      | Muséeconsulté le 22 Mars 2025                |
|       | Scène de genre | Table de supliques inachevé                   | 1892 vers | huile sur toile   | 86 × 107 cm      | Musée des Beaux-Arts de Bilbao                   | Muséeconsulté le 8 Mars 2025                 |
|       | Portrait       | Jaime García Banús                            | 1892      | huile sur toile   | 85,5 × 110 cm    | Musée du Prado, Madrid Dépot au Musée de Valence | Muséeconsulté le 8 Mars 2025                 |
|       | Scène de genre | Dans la Sacristie                             | 1893      | huile sur toile   | 39,5 × 58 cm     | Musée national des Beaux-Arts (Argentine)        | Muséeconsulté le 7 Mars 2025                 |
|       | Scène de genre | Le Baiser à la relique                        | 1893      | huile sur toile   | 103,5 × 122,5 cm | Musée des Beaux-Arts de Bilbao                   | Muséeconsulté le 8 Mars 2025                 |

## Le Luminisme
| Image | Thème          | Titre                                                       | Date      | Technique         | Dimensions     | Lieu de Conservation                                   | Référence                         |
| ----- | -------------- | ----------------------------------------------------------- | --------- | ----------------- | -------------- | ------------------------------------------------------ | --------------------------------- |
|       | Portrait       | Loup de mer                                                 | 1894      | aquarelle         | 35,5 × 48,5 cm | Musée national des Beaux-Arts (Argentine)              | Muséeconsulté le 7 Mars 2025      |
|       | Scène de genre | Retour de la pêche: halage de la barque                     | 1894      | huile sur toile   | 265 × 403,5 cm | Musée d'Orsay, Paris                                   | Muséeconsulté le 15 Mars 2025     |
|       | Scène de genre | Barques et groupes de pêcheurs à Valence                    | 1894      | huile sur toile   | 47 × 67 cm     | Limoges, Palais de Justice                             | RMNconsulté le 22 Mars 2025       |
|       | Scène de genre | Ils disent toujours que le poisson coûte cher!              | 1894      | huile sur toile   | 151,5 × 204 cm | Musée du Prado, Madrid                                 | Muséeconsulté le 16 Mars 2025     |
|       | Scène de genre | Traite de blanches                                          | 1894      | huile sur toile   | 166,5 × 195 cm | Musée Sorolla, Madrid                                  | Muséeconsulté le 8 Mars 2025      |
|       | Scène de genre | Mère                                                        | 1895-1910 | huile sur toile   | 125 × 169 cm   | Musée Sorolla, Madrid                                  | Muséeconsulté le 8 Mars 2025      |
|       | Paysage        | Verger valencien                                            | 1895-1910 | huile sur panneau | 14 × 19 cm     | Académie royale des beaux-arts Saint-Ferdinand, Madrid | Muséeconsulté le 8 Mars 2025      |
|       | Paysage        | Joaquín Sorolla García vêtu de blanc                        | 1896      | huile sur toile   | 63 × 83 cm     | Musée Sorolla, Madrid                                  | Muséeconsulté le 10 Mars 2025     |
|       | Paysage        | Patio de Saint Jean de la Chartreuse de Porta Cœli, Valence | 1896      | huile sur toile   | 55 × 42 cm     | Musée Sorolla, Madrid                                  | Muséeconsulté le 11 Mars 2025     |
|       | Scène de genre | Cordiers de Javea                                           | 1896      | huile sur toile   | 91 × 65 cm     | Musée Sorolla, Madrid                                  | Muséeconsulté le 11 Mars 2025     |
|       | Portrait       | Pêcheuses de Valence                                        | 1896      | huile sur toile   | 148 × 128 cm   | Musée Sorolla, Madrid                                  | Muséeconsulté le 11 Mars 2025     |
|       | Scène de genre | Cousant la voile                                            | 1896      | huile sur toile   | 220 × 301 cm   | Venise, Ca' Pesaro                                     | Muséeconsulté le 22 Mars 2025     |
|       | Portrait       | Autoportrait                                                | 1897      | huile sur toile   | 58 × 47 cm     | Musée national d'Art de Catalogne                      | Muséeconsulté le 8 Mars 2025      |
|       | Scène de genre | Une recherche du Dr Simarro au laboratoire                  | 1897      | huile sur toile   | 119 × 148 cm   | Musée Sorolla, Madrid                                  | Muséeconsulté le 10 Mars 2025     |
|       | Portrait       | Mes petits                                                  | 1897      | huile sur toile   | 137 × 225 cm   | Musée Sorolla, Madrid                                  | Muséeconsulté le 11 Mars 2025     |
|       | Portrait       | Ma femme et mes enfants                                     | 1897-1898 | huile sur toile   | 147 × 157 cm   | Musée Sorolla, Madrid                                  | Muséeconsulté le 11 Mars 2025     |
|       | Scène de genre | Le Retour de la pêche                                       | 1898      | huile sur toile   | 50 × 98 cm     | Musée national des Beaux-Arts (Argentine)              | Muséeconsulté le 7 Mars 2025      |
|       | Paysage        | El Retiro, Madrid                                           | 1898      | huile sur carton  | 8 × 12 cm      | Musée Sorolla, Madrid                                  | Muséeconsulté le 10 Mars 2025     |
|       | Scène de genre | Repas à bord du bateau                                      | 1898      | huile sur toile   | 180 × 250 cm   | Académie royale des beaux-arts Saint-Ferdinand, Madrid | Muséeconsulté le 8 Mars 2025      |
|       | Marine         | Sur la Côte de Valence                                      | 1898      | huile sur toile   | 57 × 88,5 cm   | Musée national des Beaux-Arts (Argentine)              | Muséeconsulté le 7 Mars 2025      |
|       | Scène de genre | Nuage d'été                                                 | 1899      | aquarelle         | 48,5 × 77,5 cm | Musée national des Beaux-Arts (Argentine)              | Muséeconsulté le 8 Mars 2025      |
|       | Scène de genre | Scène de plage                                              | 1899      | huile sur panneau | 14 × 20 cm     | IVAM Institut valencien d'art moderne                  | Muséeconsulté le 9 Mars 2025      |
|       | Scène de genre | Les Coquins de la plage                                     | 1899      | huile sur panneau | 72 × 122 cm    | Musée des Beaux-Arts des Asturies, Oviedo              | Bildindexconsulté le 15 Mars 2025 |

## Consécration
| Image | Thème          | Titre                                                                                                | Date       | Technique          | Dimensions       | Lieu de Conservation                                   | Référence                                                                               |
| ----- | -------------- | --- | ---------- | ------------------ | ---------------- | ------------------------------------------------------ | --------------------------------------------------------------------------------------- |
|       | Portrait       | Clotilde en robe grise                                                                               | 1900       | huile sur toile    | 177 × 92 cm      | Musée Sorolla, Madrid                                  | Muséeconsulté le 11 Mars 2025                                                           |
|       | Paysage        | Noria, Jávea                                                                                         | 1900       | huile sur toile    | 58 × 82 cm       | Musée Sorolla, Madrid                                  | Muséeconsulté le 11 Mars 2025                                                           |
|       | Portrait       | Clotilde dans l'atelier                                                                              | 1900       | huile sur toile    | 95 × 64 cm       | Musée Sorolla, Madrid                                  | Muséeconsulté le 11 Mars 2025                                                           |
|       | Portrait       | Le Comte d'Artal                                                                                     | 1900       | huile sur toile    | 59 × 94 cm       | Musée des Beaux-Arts de Valence                        | Muséeconsulté le 15 Mars 2025                                                           |
|       | Nature morte   | Roses                                                                                                | 1900       | huile sur toile    | 46 × 56 cm       | Musée Sorolla, Madrid                                  | Muséeconsulté le 11 Mars 2025                                                           |
|       | Scène de genre | Transport des raisins. Jávea                                                                         | 1900       | huile sur toile    | 201 × 125 cm     | Oviedo, Musée des Beaux-Arts des Asturies              | Muséeconsulté le 15 Mars 2025                                                           |
|       | Paysage        | Deux Bateaux à quai                                                                                  | 1900 vers  | huile sur carton   | 18 × 14,3 cm     | The Hispanic Society of America, New York              | Muséeconsulté le 15 Mars 2025                                                           |
|       | Portrait       | María Teresa Moret                                                                                   | 1901       | huile sur toile    | 111 × 88 cm      | Musée du Prado, Madrid                                 | Muséeconsulté le 8 Mars 2025                                                            |
|       | Portrait       | María Figueroa vêtue en ménine                                                                       | 1901       | huile sur toile    | 151,5 × 121 cm   | Musée du Prado, Madrid                                 | Muséeconsulté le 8 Mars 2025                                                            |
|       | Scène de genre | La Préparation des raisins secs                                                                      | 1901       | huile sur toile    | 195 × 139 cm     | Musée des Beaux-Arts de Pau                            | Base Jocondeconsulté le 22 Mars 2025                                                    |
|       | Portrait       | Le Peintre Aureliano de Beruete                                                                      | 1902       | huile sur toile    | 115,5 × 110,5 cm | Musée du Prado, Madrid                                 | Muséeconsulté le 8 Mars 2025                                                            |
|       | Portrait       | Aureliano de Beruete y Moret, fils                                                                   | 1902       | huile sur toile    | 140 × 82 cm      | Musée du Prado, Madrid                                 | Muséeconsulté le 8 Mars 2025                                                            |
|       | Portrait       | Señora de Sorolla avec une mantille espagnole                                                        | 1902       | huile sur toile    | 184,5 × 95 cm    | The Hispanic Society of America, New York              | Muséeconsulté le 15 Mars 2025                                                           |
|       | Portrait       | Señora de Sorolla en blanc                                                                           | 1902       | huile sur toile    | 150 × 121 cm     | The Hispanic Society of America, New York              | Muséeconsulté le 15 Mars 2025                                                           |
|       | Scène de genre | Assemblage du filet de pêche                                                                         | 1902       | huile sur toile    | 48 × 59,5 cm     | Musée national des Beaux-Arts (Argentine)              | Muséeconsulté le 8 Mars 2025                                                            |
|       | Scène de genre | Les Poivrons                                                                                         | 1903       | huile sur toile    | 97 × 130,5 cm    | The Hispanic Society of America, New York              | Muséeconsulté le 15 Mars 2025                                                           |
|       | Scène de genre | Parmi les Orangers                                                                                   | 1903       | huile sur toile    | 100 × 150 cm     | Musée national des Beaux-Arts (Cuba)                   | Muséeconsulté le 8 Mars 2025                                                            |
|       | Paysage        | Le Sentier de l'orangeraie, Alzira                                                                   | 1903       | huile sur toile    | 65 × 97,4 cm     | The Hispanic Society of America, New York              | Muséeconsulté le 15 Mars 2025                                                           |
|       | Paysage        | L'Ombre de la barque                                                                                 | 1903       | huile sur toile    | 62 × 93 cm       | Musée Sorolla, Madrid                                  | Muséeconsulté le 11 Mars 2025                                                           |
|       | Scène de genre | Enfants au bord de la mer                                                                            | 1903       | huile sur toile    | 96 × 130,5 cm    | Philadelphia Museum of Art                             | Muséeconsulté le 19 Mars 2025                                                           |
|       | Scène de genre | Échouage de bateau (Lumière d'après-midi)                                                            | 1903       | huile sur toile    | 298,3 × 440,6 cm | The Hispanic Society of America, New York              | Muséeconsulté le 14 Mars 2025                                                           |
|       | Scène de genre | Été                                                                                                  | 1903       | huile sur toile    | 149 × 252 cm     | Musée national des Beaux-Arts (Cuba)                   | Muséeconsulté le 8 Mars 2025                                                            |
|       | Portrait       | Portrait du peintre Mañanos                                                                          | 1903       | huile sur toile    | 112 × 72 cm      | Musée des Beaux-Arts de Bilbao                         | Muséeconsulté le 8 Mars 2025                                                            |
|       | Portrait       | Maria vêtue de blanc                                                                                 | 1903       | huile sur toile    | 77 × 178 cm      | Musée Sorolla, Madrid                                  | Muséeconsulté le 11 Mars 2025                                                           |
|       | Paysage        | Paysage asturien                                                                                     | 1903-1904  | huile sur toile    | 62 × 94,5 cm     | Brooklyn Museum, New York                              | Muséeconsulté le 9 Mars 2025                                                            |
|       | Scène de genre | Idylle                                                                                               | 1904       | huile sur toile    | 96 × 130,5 cm    | Musée national des Beaux-Arts (Cuba)                   | Muséeconsulté le 8 Mars 2025                                                            |
|       | Paysage        | Le Nalón, Asturies                                                                                   | 1904       | huile sur toile    | 60 × 79 cm       | Musée Sorolla, Madrid                                  | Muséeconsulté le 11 Mars 2025                                                           |
|       | Portrait       | Jacinto Felipe Picón y Pardiñas                                                                      | 1904       | huile sur toile    | 65 × 98 cm       | Musée du Prado, Madrid                                 | Muséeconsulté le 8 Mars 2025                                                            |
|       | Scène de genre | Coup de vent                                                                                         | 1904       | huile sur toile    | 81 × 96 cm       | Institut valencien d'art moderne                       | Muséeconsulté le 9 Mars 2025                                                            |
|       | Portrait       | Mes enfants                                                                                          | 1904       | huile sur toile    | 160,5 × 230,5 cm | Musée Sorolla, Madrid                                  | Muséeconsulté le 8 Mars 2025                                                            |
|       | Portrait       | L'Enfant au petit bateau                                                                             | 1904       | huile sur toile    | 160,5 × 76 cm    | Musée Sorolla, Madrid                                  | Muséeconsulté le 11 Mars 2025                                                           |
|       | Portrait       | Clotilde à la plage                                                                                  | 1904       | huile sur toile    |                  | Musée Sorolla, Madrid                                  | Google artsconsulté le 9 Mars 2025                                                      |
|       | Portrait       | María de los Ángeles Beruete y Moret, comtesse douairière de Muguiro                                 | 1904       | huile sur toile    | 180 × 132,5 cm   | Musée du Prado, Madrid                                 | Muséeconsulté le 8 Mars 2025                                                            |
|       | Scène de genre | Retour de la Pêche                                                                                   | 1904       | huile sur toile    | 45 × 75 cm       | Gênes, Galerie d'Art moderne                           | Muséeconsulté le 22 Mars 2025                                                           |
|       | Portrait       | Autoportrait                                                                                         | 1904       | huile sur toile    | 66 × 105,5 cm    | Musée Sorolla, Madrid                                  | Muséeconsulté le 8 Mars 2025                                                            |
|       | Portrait       | José Ramón Mélida y Alinari                                                                          | 1904       | huile sur toile    | 95 × 59 cm       | The Hispanic Society of America, New York              | Muséeconsulté le 15 Mars 2025                                                           |
|       | Portrait       | Les aigus d'Isabel Bru                                                                               | 1904       | huile sur toile    | 193 × 97 cm      | Musée des Beaux-Arts de Valence                        | Muséeconsulté le 15 Mars 2025                                                           |
|       | Portrait       | Maria dans le port de Javea                                                                          | 1905       | huile sur toile    | 64,5 × 95,5 cm   | Musée national des Beaux-Arts (Cuba)                   | Muséeconsulté le 8 Mars 2025                                                            |
|       | Portrait       | María et sa grand-mère                                                                               | 1905       | huile sur toile    | 65,2 × 75,6 cm   | The Hispanic Society of America, New York              | Muséeconsulté le 15 Mars 2025                                                           |
|       | Portrait       | Les Grands-parents de mes enfants (Antonio García et Clotilde del Castillo)                          | 1905       | huile sur toile    | 142 × 182 cm     | Musée des Beaux-Arts de Valence                        | Muséeconsulté le 15 Mars 2025                                                           |
|       | Scène de genre | Nageurs, Javea                                                                                       | 1905       | huile sur toile    | 88 × 123 cm      | Musée Sorolla, Madrid                                  | Muséeconsulté le 10 Mars 2025                                                           |
|       | Scène de genre | Le Bain, Javea                                                                                       | 1905       | huile sur toile    | 90 × 128 cm      | Metropolitan Museum of Art, New York                   | Muséeconsulté le 15 Mars 2025                                                           |
|       | Scène de genre | Enfant au bord de l'eau                                                                              | 1905       | huile sur toile    | 35 × 37 cm       | Musée Bonnat-Helleu, Bayonne                           | Muséeconsulté le 19 Mars 2025                                                           |
|       | Paysage        | Rochers du cap, Javea                                                                                | 1905       | huile sur toile    | 63,4 × 92,5 cm   | The Hispanic Society of America, New York              | Muséeconsulté le 15 Mars 2025                                                           |
|       | Paysage        | Les Rochers du cap, Jávea                                                                            | 1905       | huile sur toile    | 65 × 91 cm       | Musée Bonnat-Helleu, Bayonne                           | Muséeconsulté le 22 Mars 2025                                                           |
|       | Portrait       | Portrait de José de Echegaray                                                                        | 1905       | huile sur toile    | 99 × 134 cm      | Banque d'Espagne (Madrid)                              | Collectionconsulté le 11 Mars 2025                                                      |
|       | Portrait       | William E.B. Starkweather pêchant                                                                    | 1905       | huile sur carton   | 19 × 24 cm       | The Hispanic Society of America, New York              | Muséeconsulté le 15 Mars 2025                                                           |
|       | Scène de genre | Voltaire raconte une de ses histoires                                                                | 1905       | huile sur toile    | 40 × 28 cm       | Banque d'Espagne                                       | Banqueconsulté le 22 Mars 2025                                                          |
|       | Portrait       | Groupe valencien                                                                                     | 1905       | huile sur toile    | 200 × 187 cm     | Musée des Beaux-Arts de Valence                        | Muséeconsulté le 15 Mars 2025                                                           |
|       | Portrait       | Le Docteur Francisco Rodríguez de Sandoval                                                           | 1906       | huile sur toile    | 104,5 × 104,5 cm | Musée du Prado, Madrid                                 | Muséeconsulté le 8 Mars 2025                                                            |
|       | Portrait       | Señora de Sorolla en noir                                                                            | 1906       | huile sur toile    | 187 × 119 cm     | Metropolitan Museum, New York                          | Muséeconsulté le 15 Mars 2025                                                           |
|       | Portrait       | L'Actrice María Guerrero en Dama boba                                                                | 1906       | huile sur toile    | 131 × 120,5 cm   | Musée du Prado, Madrid                                 | Muséeconsulté le 8 Mars 2025                                                            |
|       | Portrait       | Le Peintre Antonio Gomar y Gomar                                                                     | 1906       | huile sur toile    | 59 × 100 cm      | Musée du Prado, Madrid                                 | Muséeconsulté le 8 Mars 2025                                                            |
|       | Portrait       | Mercedes Mendeville, comtesse de San Félix                                                           | 1906       | huile sur toile    | 198 × 99 cm      | Musée du Prado, Madrid                                 | Muséeconsulté le 8 Mars 2025                                                            |
|       | Paysage        | Ombre du pont d'Alcántara, Tolède                                                                    | 1906       | huile sur toile    | 66 × 93,5 cm     | Musée Sorolla, Madrid                                  | Muséeconsulté le 9 Mars 2025                                                            |
|       | Intérieur      | Maison du Greco, Tolède                                                                              | 1906       | huile sur toile    | 62,5 × 93 cm     | The Hispanic Society of America, New York              | Muséeconsulté le 15 Mars 2025                                                           |
|       | Paysage        | Château de San Servando, Tolède                                                                      | 1906       | huile sur toile    | 67 × 93 cm       | Metropolitan Museum of Art, New York                   | Muséeconsulté le 15 Mars 2025                                                           |
|       | Paysage        | Rochers près du phare, Biarritz                                                                      | 1906       | huile sur toile    | 61,5 × 103 cm    | Art Institute of Chicago                               | Muséeconsulté le 9 Mars 2025                                                            |
|       | Portrait       | Contre-jour, Maria à la plage de Biarritz                                                            | 1906       | huile sur toile    | 92 × 63 cm       | Musée Sorolla, Madrid                                  | Muséeconsulté le 11 Mars 2025                                                           |
|       | Scène de genre | La Plage, Biarritz (Dames en promenade)                                                              | 1906       | huile sur carton   | 16 × 22 cm       | The Hispanic Society of America, New York              | Muséeconsulté le 19 Mars 2025                                                           |
|       | Scène de genre | Capturer l'instant                                                                                   | 1906       | huile sur toile    | 63 × 90 cm       | Musée Sorolla, Madrid                                  | Muséeconsulté le 11 Mars 2025                                                           |
|       | Portrait       | Raimundo de Madrazo y Garreta                                                                        | 1906       | huile sur toile    | 97,5 × 114,5 cm  | The Hispanic Society of America, New York              | Muséeconsulté le 14 Mars 2025                                                           |
|       | Portrait       | Vicente Blasco Ibáñez                                                                                | 1906       | huile sur toile    | 127 × 90 cm      | The Hispanic Society of America, New York              | Muséeconsulté le 15 Mars 2025                                                           |
|       | Paysage        | Tempête sur Peñalara, Ségovie                                                                        | 1906       | huile sur toile    | 62 × 93 cm       | Musée Sorolla, Madrid                                  | Muséeconsulté le 11 Mars 2025                                                           |
|       | Portrait       | Elena parmi les roses                                                                                | 1907       | huile sur toile    | 76 × 118 cm      | Musée national des Beaux-Arts (Cuba)                   | Muséeconsulté le 8 Mars 2025                                                            |
|       | Paysage        | L'arc-en-ciel, El Pardo                                                                              | 1907       | huile sur toile    | 61 × 90 cm       | Musée Sorolla                                          | Muséeconsulté le 11 Mars 2025                                                           |
|       | Scène de genre | La Corde à sauter, La Granja                                                                         | 1907       | huile sur toile    | 154 × 101 cm     | Musée Sorolla, Madrid                                  | Muséeconsulté le 10 Mars 2025                                                           |
|       | Portrait       | Portrait de José Prudencio de Guerrico                                                               | 1907       | huile sur toile    | 148,5 × 103 cm   | Musée national des Beaux-Arts (Argentine)              | Muséeconsulté le 8 Mars 2025                                                            |
|       | Portrait       | Le Docteur Joaquín Decref y Ruiz                                                                     | 1907       | huile sur toile    | 67 × 91,7 cm     | Musée du Prado, Madrid                                 | Muséeconsulté le 8 Mars 2025                                                            |
|       | Portrait       | Benigno de la Vega Inclán y Flaquer, Marqués de la Vega Inclán                                       | 1907       | huile sur toile    | 63 × 51 cm       | The Hispanic Society of America, New York              | Muséeconsulté le 14 Mars 2025                                                           |
|       | Scène de genre | La Prière                                                                                            | 1907       | aquarelle          | 59 × 36 cm       | Musée national des Beaux-Arts (Argentine)              | Muséeconsulté le 8 Mars 2025                                                            |
|       | Scène de genre | Paysans léonais                                                                                      | 1907       | huile sur toile    | 198,6 × 253,6 cm | The Hispanic Society of America, New York              | Muséeconsulté le 14 Mars 2025                                                           |
|       | Portrait       | Maria dans les jardins de La Granja                                                                  | 1907       | huile sur toile    | 56 × 89 cm       | Musée Sorolla, Madrid                                  | Muséeconsulté le 11 Mars 2025                                                           |
|       | Paysage        | Fontaine dans la forêt, La Granja                                                                    | 1907       | huile sur toile    | 81,3 × 106,5 cm  | Rhode Island School of Design Museum                   | Muséeconsulté le 19 Mars 2025                                                           |
|       | Portrait       | Autoportrait                                                                                         | 1907       | huile sur toile    | 56 × 89 cm       | Musée Sorolla, Madrid                                  | Muséeconsulté le 15 Mars 2025                                                           |
|       | Scène de genre | Le Bain à La Granja                                                                                  | 1907       | huile sur toile    | 80 × 102 cm      | Musée Sorolla, Madrid                                  | Muséeconsulté le 11 Mars 2025                                                           |
|       | Paysage        | Le Bain de la Reine, Valsain                                                                         | 1907       | huile sur toile    | 82 × 106 cm      | Musée Sorolla, Madrid                                  | Muséeconsulté le 11 Mars 2025                                                           |
|       | Portrait       | Portrait d'Alphonse XIII en uniforme de hussard                                                      | 1907       | huile sur toile    | 208 × 108 cm     | Palais royal de Madrid                                 |                                                                                         |
|       | Paysage        | Étude de bateaux                                                                                     | 1908       | huile sur toile    | 52,2 × 86 cm     | Musée national des Beaux-Arts (Cuba)                   | Muséeconsulté le 8 Mars 2025                                                            |
|       | Scène de genre | Sur la plage                                                                                         | 1908       | huile sur toile    | 83 × 105 cm      | Musée des beaux-arts de San Francisco                  | Muséeconsulté le 19 Mars 2025                                                           |
|       | Scène de genre | Le Bain des petits                                                                                   | 1908       | huile sur toile    | 83 × 105 cm      | Musée des Beaux-Arts des Asturies, Oviedo              | Bildindexconsulté le 22 Mars 2025                                                       |
|       | Paysage        | Reflets d'une fontaine                                                                               | 1908       | huile sur toile    | 57 × 97 cm       | Musée Sorolla, Madrid                                  | Muséeconsulté le 10 Mars 2025                                                           |
|       | Portrait       | Manuel Bartolomé Cossío                                                                              | 1908       | huile sur toile    | 123 × 76 cm      | Musée du Prado, Madrid                                 | Muséeconsulté le 9 Mars 2025                                                            |
|       | Portrait       | Manuel Bartolomé Cossío                                                                              | 1908       | huile sur toile    | 99 × 60 cm       | The Hispanic Society of America, New York              | Muséeconsulté le 15 Mars 2025                                                           |
|       | Portrait       | Antonio García                                                                                       | 1908       | huile sur toile    | 91 × 111,5 cm    | The Hispanic Society of America, New York              | Muséeconsulté le 14 Mars 2025                                                           |
|       | Portrait       | Aureliano de Beruete                                                                                 | 1908       | huile sur toile    | 114 × 77,6 cm    | The Hispanic Society of America, New York              | Muséeconsulté le 14 Mars 2025                                                           |
|       | Portrait       | Marcelino Menéndez y Pelayo                                                                          | 1908       | huile sur toile    | 114 × 77,3 cm    | The Hispanic Society of America, New York              | Muséeconsulté le 15 Mars 2025                                                           |
|       | Scène de genre | Plage de Valence à la lumière du matin                                                               | 1908       | huile sur toile    | 76 × 105,6 cm    | The Hispanic Society of America, New York              | Muséeconsulté le 14 Mars 2025                                                           |
|       | Scène de genre | Plage à Valence                                                                                      | 1908 vers  | huile sur panneau  | 13 × 27 cm       | Brooklyn Museum, New York                              | Muséeconsulté le 9 Mars 2025                                                            |
|       | Scène de genre | Pêcheurs valenciennois                                                                               | 1908       |                    | 126 × 123 cm     | Musée national des Beaux-Arts (Cuba)                   | Muséeconsulté le 8 Mars 2025                                                            |
|       | Scène de genre | Pêcheuse avec son enfant, Valence                                                                    | 1908       |                    | 126 × 88 cm      | Musée Sorolla, Madrid                                  | Muséeconsulté le 11 Mars 2025m                                                          |
|       | Marine         | Régates                                                                                              | 1908       | huile sur toile    | 121 × 201 cm     | Musée national des Beaux-Arts (Cuba)                   | Muséeconsulté le 8 Mars 2025                                                            |
|       | Scène de genre | Le Bain à la Plage                                                                                   | 1908       | huile sur toile    | 66 × 96 cm       | Académie royale des beaux-arts Saint-Ferdinand, Madrid | Muséeconsulté le 8 Mars 2025                                                            |
|       | Scène de genre | Après le Bain                                                                                        | 1908       | huile sur toile    | 176 × 111,5 cm   | The Hispanic Society of America, New York              | Muséeconsulté le 14 Mars 2025                                                           |
|       | Paysage        | Plage de Valence                                                                                     | 1908       | huile sur toile    | 77 × 105 cm      | Musée Sorolla, Madrid                                  | Muséeconsulté le 8 Mars 2025                                                            |
|       | Scène de genre | Au bord de la mer, Valence                                                                           | 1908       | huile sur toile    | 129,5 × 104 cm   | Musée d'Art de San Diego                               | Muséeconsulté le 9 Mars 2025                                                            |
|       | Scène de genre | Enfants sur la plage                                                                                 | 1908       | huile sur toile    | 94 × 117,5 cm    | The Hispanic Society of America, New York              | Muséeconsulté le 15 Mars 2025                                                           |
|       | Portrait       | La Princesse Beatrice de Battenberg                                                                  | 1908       | huile sur toile    | 129 × 97 cm      | Londres, National Portrait Gallery                     | Muséeconsulté le 22 Mars 2025                                                           |
|       | Scène de genre | Idylle à la mer                                                                                      | 1908       | huile sur toile    | 151 × 199,3 cm   | The Hispanic Society of America, New York              | Muséeconsulté le 15 Mars 2025                                                           |
|       | Scène de genre | En Courant sur la Plage. Valence                                                                     | 1908       | huile sur toile    | 90 × 166,5 cm    | Oviedo, Musée des Beaux-Arts des Asturies              | Muséeconsulté le 9 Mars 2025                                                            |
|       | Marine         | Partir en mer                                                                                        | 1908 vers  |                    | 82,5 × 107,5 cm  | Musée national des Beaux-Arts (Cuba)                   | Muséeconsulté le 8 Mars 2025                                                            |
|       | Paysage        | Jardin, Valence                                                                                      | 1909       | huile sur carton   | 8,5 × 12,2 cm    | The Hispanic Society of America, New York              | Muséeconsulté le 15 Mars 2025                                                           |
|       | Scène de genre | La Plage, Valence (Bœufs tirant un bateau)                                                           | avant 1909 | huile sur carton   | 13 × 21 cm       | The Hispanic Society of America, New York              | Muséeconsulté le 19 Mars 2025                                                           |
|       | Scène de genre | Bœufs tirant des bateaux                                                                             | 1909       |                    | 117 × 90 cm      | Musée national des Beaux-Arts (Cuba)                   | Muséeconsulté le 8 Mars 2025                                                            |
|       | Portrait       | Antonio García à la plage                                                                            | 1909       |                    | 149 × 149 cm     | Musée Sorolla, Madrid                                  | Muséeconsulté le 10 Mars 2025                                                           |
|       | Scène de genre | L'Heure du bain                                                                                      | 1909       | huile sur toile    | 150 × 146 cm     | Musée Sorolla, Madrid                                  | Muséeconsulté le 10 Mars 2025                                                           |
|       | Scène de genre | Le Petit bateau                                                                                      | 1909       | huile sur toile    | 110 × 100 cm     | Musée Sorolla, Madrid                                  | Muséeconsulté le 8 Mars 2025                                                            |
|       | Scène de genre | Deux sœurs, Valence                                                                                  | 1909       | huile sur toile    | 176 × 112 cm     | Art Institute of Chicago                               | [ttps://www.artic.edu/artworks/90903/two-sisters-valencia Musée]consulté le 9 Mars 2025 |
|       | Portrait       | Autoportrait                                                                                         | 1909       | huile sur toile    | 70 × 50,5 cm     | Musée Sorolla, Madrid                                  | Muséeconsulté le 8 Mars 2025                                                            |
|       | Portrait       | Autoportrait                                                                                         | 1909       | huile sur toile    | 64 × 53,8 cm     | The Hispanic Society of America, New York              | Muséeconsulté le 15 Mars 2025                                                           |
|       | Portrait       | Alejandro Pidal y Mon                                                                                | 1909       | huile sur toile    | 107 × 75 cm      | The Hispanic Society of America, New York              | Muséeconsulté le 14 Mars 2025                                                           |
|       | Portrait       | Don Ramón Piña y Millet                                                                              | 1909       | huile sur toile    | 80 × 62 cm       | Musée du Prado, Madrid                                 | Muséeconsulté le 9 Mars 2025                                                            |
|       | Scène de genre | Enfants sur la plage                                                                                 | 1909       | huile sur toile    | 118 × 185 cm     | Musée du Prado, Madrid                                 | Muséeconsulté le 8 Mars 2025                                                            |
|       | Scène de genre | Promenade au bord de la mer                                                                          | 1909       | huile sur toile    | 205 × 200 cm     | Musée Sorolla, Madrid                                  | Muséeconsulté le 9 Mars 2025                                                            |
|       | Portrait       | Elena à la plage                                                                                     | 1909       | huile sur toile    | 200 × 120 cm     | Musée Sorolla, Madrid                                  | Muséeconsulté le 9 Mars 2025                                                            |
|       | Portrait       | Mrs. William H. Gratwick                                                                             | 1909       | huile sur toile    | 152 × 99 cm      | Galerie d'art Albright-Knox, Buffalo                   | Muséeconsulté le 9 Mars 2025                                                            |
|       | Portrait       | Chandler Robbins                                                                                     | 1909       | huile sur toile    | 95 × 59 cm       | The Hispanic Society of America, New York              | Muséeconsulté le 15 Mars 2025                                                           |
|       | Portrait       | Portrait of Charles M. Kurtz, Founding Director, Albright Art Gallery                                | 1909       | huile sur toile    | 102 × 76 cm      | Galerie d'art Albright-Knox, Buffalo                   | Muséeconsulté le 9 Mars 2025                                                            |
|       | Portrait       | Mrs. Winthrop W. Aldrich                                                                             | 1909       | huile sur toile    | 102 × 77 cm      | Metropolitan Museum of Art, New York                   | Muséeconsulté le 15 Mars 2025                                                           |
|       | Scène de genre | La Salle des Ambassadeurs, Alhambra, Grenade                                                         | 1909       | huile sur toile    | 104 × 82 cm      | Getty Center, Los Angeles                              | Muséeconsulté le 16 Mars 2025                                                           |
|       | Scène de genre | Le Pied blessé                                                                                       | 1909       | huile sur toile    | 109 × 100 cm     | Getty Center, Los Angeles                              | Muséeconsulté le 16 Mars 2025                                                           |
|       | Scène de genre | Petites filles à la mer                                                                              | 1909       | huile sur toile    | 148 × 147 cm     | Musée Sorolla, Madrid                                  | Muséeconsulté le 11 Mars 2025                                                           |
|       | Scène de genre | Après le bain, Valence                                                                               | 1909       | huile sur toile    |                  | Musée Sorolla, Madrid                                  | Google artsconsulté le 9 Mars 2025                                                      |
|       | Scène de genre | Le Bain du cheval                                                                                    | 1909       | huile sur toile    | 205 × 250 cm     | Musée Sorolla, Madrid                                  | Muséeconsulté le 10 Mars 2025                                                           |
|       | Paysage        | Tour des Captifs, La Alhambra                                                                        | 1909       | huile sur toile    | 80 × 102 cm      | Musée Sorolla, Madrid                                  | Muséeconsulté le 11 Mars 2025                                                           |
|       | Paysage        | Tour des Sept Pics, La Alhambra                                                                      | 1910       | huile sur toile    | 80 × 102 cm      | Musée Sorolla, Madrid                                  | Muséeconsulté le 12 Mars 2025                                                           |
|       | Paysage        | Sierra Nevada en hiver                                                                               | 1910       | huile sur toile    | 105 × 102 cm     | Musée Sorolla, Madrid                                  | Muséeconsulté le 12 Mars 2025                                                           |
|       | Paysage        | Sierra Nevada, Granada                                                                               | 1910       | huile sur toile    | 63 × 95 cm       | Musée des Beaux-Arts de Valence                        | Muséeconsulté le 15 Mars 2025                                                           |
|       | Paysage        | La Cathedral de Burgos enneigée                                                                      | 1910       | huile sur toile    | 102 × 80 cm      | Musée Sorolla, Madrid                                  | Muséeconsulté le 12 Mars 2025                                                           |
|       | Portrait       | Pepilla la Gitane et sa fille                                                                        | 1910       | huile sur toile    | 182 × 110,5 cm   | Getty Center, Los Angeles                              | Muséeconsulté le 9 Mars 2025                                                            |
|       | Paysage        | Palais de l'Étang, Alcazar de Séville                                                                | 1910       | huile sur toile    | 81 × 104 cm      | Musée Sorolla, Madrid                                  | Google artsconsulté le 10 Mars 2025                                                     |
|       | Paysage        | Cour des Danses, Alcazar de Séville                                                                  | 1910       | huile sur toile    | 95 × 63,5 cm     | Getty Center, Los Angeles                              | Muséeconsulté le 9 Mars 2025                                                            |
|       | Paysage        | Coin du jardin, Alcazar de Séville                                                                   | 1910       | huile sur toile    | 95 × 63,5 cm     | Getty Center, Los Angeles                              | Muséeconsulté le 9 Mars 2025                                                            |
|       | Paysage        | Cathédrale et porte de Santa María, Burgos                                                           | 1910       | huile sur toile    | 104 × 81,5 cm    | The Hispanic Society of America, New York              | Muséeconsulté le 15 Mars 2025                                                           |
|       | Portrait       | Clotilde assise sur un canapé                                                                        | 1910       | huile sur toile    | 180 × 110 cm     | Musée Sorolla, Madrid                                  | Muséeconsulté le 9 Mars 2025                                                            |
|       | Portrait       | Clotilde en robe du soir                                                                             | 1910       | huile sur toile    | 150 × 105 cm     | Musée Sorolla, Madrid                                  | Muséeconsulté le 9 Mars 2025                                                            |
|       | Portrait       | Alphonse XIII, roi d'Espagne                                                                         | 1910       | huile sur toile    | 89,2 × 69 cm     | The Hispanic Society of America, New York              | Muséeconsulté le 14 Mars 2025                                                           |
|       | Portrait       | José Echegaray y Eizaguirre                                                                          | 1910       | huile sur toile    | 114,2 × 109,1 cm | The Hispanic Society of America, New York              | Muséeconsulté le 15 Mars 2025                                                           |
|       | Portrait       | José Gestoso y Pérez                                                                                 | 1910       | huile sur toile    | 60 × 54 cm       | The Hispanic Society of America, New York              | Muséeconsulté le 15 Mars 2025                                                           |
|       | Portrait       | Joseph Florimond, Duque de Loubat                                                                    | 1910       | huile sur toile    | 61 × 48 cm       | The Hispanic Society of America, New York              | Muséeconsulté le 15 Mars 2025                                                           |
|       | Paysage        | Le Vieux Pont d'Ávila                                                                                | 1910       | huile sur toile    | 82 × 105 cm      | Musée Sorolla, Madrid                                  | Muséeconsulté le 9 Mars 2025                                                            |
|       | Portrait       | Jeunes Paysannes ségoviennes                                                                         | 1910       | huile sur toile    | 251,6 × 207,5 cm | The Hispanic Society of America, New York              | Muséeconsulté le 15 Mars 2025                                                           |
|       | Paysage        | Cinquième Avenue, New York                                                                           | 1911       | Gouache sur papier | 63 × 41 cm       | Musée Sorolla, Madrid                                  | Muséeconsulté le 10 Mars 2025                                                           |
|       | Scène de genre | Sous l'auvent, plage de Zarautz                                                                      | 1910-1920  | huile sur toile    | 93 × 122 cm      | Musée Sorolla, Madrid                                  | Muséeconsulté le 10 Mars 2025                                                           |
|       | Scène de genre | Sous l'auvent, Zarautz                                                                               | 1910       | huile sur toile    | 99 × 114 cm      | Musée d'Art de Saint-Louis                             | Muséeconsulté le 19 Mars 2025                                                           |
|       | Portrait       | Portrait de Jacques Seligmann                                                                        | 1911       | huile sur toile    | 150 × 108 cm     | Musée Goya, Castres                                    | Musée, Base Jocondeconsulté le 12 Mars 2025                                             |
|       | Portrait       | Porfirio Díaz, ancien président du Mexique                                                           | 1911       | huile sur toile    | 146,5 × 114,4 cm | The Hispanic Society of America, New York              | Muséeconsulté le 15 Mars 2025                                                           |
|       | Portrait       | Mrs. Ira Nelson Morris et ses enfants                                                                | 1911       | huile sur toile    | 221,5 × 169,3 cm | The Hispanic Society of America, New York              | Muséeconsulté le 15 Mars 2025                                                           |
|       | Paysage        | New York depuis une fenêtre d'un hôtel (Grand Army Plaza, New York, vue depuis une fenêtre du Savoy) | 1911       | gouache sur carton | 44,5 × 21,7 cm   | The Hispanic Society of America, New York              | Muséeconsulté le 15 Mars 2025                                                           |
|       | Portrait       | Louis Comfort Tiffany                                                                                | 1911       | huile sur toile    | 150,5 × 225,5 cm | The Hispanic Society of America, New York              | Muséeconsulté le 12 Mars 2025                                                           |
|       | Portrait       | Victoire-Eugénie, reine d'Espagne                                                                    | 1911       | huile sur toile    | 109,5 × 94,6 cm  | The Hispanic Society of America, New York              | Muséeconsulté le 15 Mars 2025                                                           |
|       | Portrait       | Benito Pérez Galdós                                                                                  | 1911       | huile sur toile    | 115 × 109,5 cm   | The Hispanic Society of America, New York              | Muséeconsulté le 15 Mars 2025                                                           |
|       | Scène de genre | Paysage avec personnage                                                                              | 1912       | huile sur toile    | 68 × 97,5 cm     | Musée national des Beaux-Arts (Argentine)              | Muséeconsulté le 8 Mars 2025                                                            |
|       | Paysage        | Vue sur le Tage, Tolède                                                                              | 1912       | huile sur toile    | 49,5 × 65,5 cm   | Musée Sorolla, Madrid                                  | Muséeconsulté le 9 Mars 2025                                                            |
|       | Portrait       | Lagarterans typiques ou Mariée Lagarterane                                                           | 1912       | huile sur toile    | 200 × 206,5 cm   | Musée Sorolla, Madrid                                  | Muséeconsulté le 9 Mars 2025                                                            |
|       | Portrait       | Portrait d'Unamuno                                                                                   | 1912 vers  | huile sur toile    | 143 × 105 cm     | Musée des Beaux-Arts de Bilbao                         | Muséeconsulté le 8 Mars 2025                                                            |
|       | Paysage        | Vue d'Ávila                                                                                          | 1912       | huile sur toile    | 84 × 58 cm       | Musée Sorolla, Madrid                                  | Muséeconsulté le 10 Mars 2025                                                           |
|       | Portrait       | Le Comité de Patronage de la maison-musée du Greco, Tolède                                           | 1912-1920  | huile sur toile    | 293,5 × 251 cm   | The Hispanic Society of America, New York              | Muséeconsulté le 15 Mars 2025                                                           |
|       | Portrait       | Portrait d'une amie de M. Ryan                                                                       | 1913       |                    | 117 × 90 cm      | Musée national des Beaux-Arts (Cuba)                   | Muséeconsulté le 8 Mars 2025                                                            |
|       | Portrait       | Benigno de la Vega Inclán y Flaquer, Marqués de la Vega Inclán                                       | 1913       |                    | 114 × 110 cm     | The Hispanic Society of America, New York              | Muséeconsulté le 14 Mars 2025                                                           |
|       | Portrait       | Don Rafael Altamira y Crevea                                                                         | 1913       |                    | 115 × 91,5 cm    | The Hispanic Society of America, New York              | Muséeconsulté le 15 Mars 2025                                                           |
|       | Portrait       | Emilia Pardo Bazán, Condesa de Pardo Bazán                                                           | 1913       |                    | 110 × 82 cm      | The Hispanic Society of America, New York              | Muséeconsulté le 15 Mars 2025                                                           |
|       | Portrait       | Portrait de madame Dequis                                                                            | 1913       | huile sur toile    | 73 × 93 cm       | Musée des Beaux-Arts de Bordeaux                       | Base Jocondeconsulté le 22 Mars 2025                                                    |
|       | Portrait       | Ella J. Seligman                                                                                     | 1913       | huile sur toile    | 151 × 108 cm     | Musée du Prado, Madrid                                 | Muséeconsulté le 8 Mars 2025                                                            |
|       | Portrait       | Francisco Rodríguez Marín                                                                            | 1913       | huile sur toile    | 114,5 × 85,2 cm  | The Hispanic Society of America, New York              | Muséeconsulté le 15 Mars 2025                                                           |
|       | Scène de genre | Vision d'Espagne, Castille                                                                           | 1913       | huile sur toile    | 355 × 11 392 cm  | New York, The Hispanic Society of America              | Muséeconsulté le 12 Mars 2025                                                           |
|       | Portrait       | Don Pio Baroja y Nessi                                                                               | 1914       | huile sur toile    | 128 × 107,8 cm   | New York, The Hispanic Society of America              | Muséeconsulté le 15 Mars 2025                                                           |
|       | Portrait       | Torero à la perche. Séville                                                                          | 1914       | huile sur carton   | 75 × 105 cm      | Musée Carmen-Thyssen, Málaga                           | Muséeconsulté le 16 Mars 2025                                                           |
|       | Portrait       | Manuel Pérez de Guzmán y Boza Liaño Aubarede, Marqués de Jerez de los Caballeros                     | 1914       | huile sur toile    | 98 × 103 cm      | New York, The Hispanic Society of America              | Muséeconsulté le 15 Mars 2025                                                           |
|       | Portrait       | Andalouse                                                                                            | 1914       | huile sur toile    | 72 × 54,5 cm     | Musée Sorolla, Madrid                                  | Muséeconsulté le 9 Mars 2025                                                            |
|       | Scène de genre | Vision d'Espagne : Andalousie, La Course des Taureaux                                                | 1914       | huile sur toile    | 355,5 × 1 392 cm | The Hispanic Society of America, New York              | Muséeconsulté le 12 Mars 2025                                                           |
|       | Scène de genre | Vision d'Espagne : Séville, Semaine Sainte. Pénitents                                                | 1914       | huile sur toile    | 355,5 × 1 392 cm | The Hispanic Society of America, New York              | Muséeconsulté le 14 Mars 2025                                                           |
|       | Scène de genre | Vision d'Espagne : Aragón                                                                            | 1914       | huile sur toile    | 351 × 301 cm     | The Hispanic Society of America, New York              | Muséeconsulté le 12 Mars 2025                                                           |
|       | Scène de genre | Vision d'Espagne : Guipuscoa                                                                         | 1914       | huile sur toile    | 350 × 231,5 cm   | The Hispanic Society of America, New York              | Muséeconsulté le 14 Mars 2025                                                           |
|       | Scène de genre | Vision d'Espagne : Navarre                                                                           | 1914       | huile sur toile    | 350 × 231,5 cm   | The Hispanic Society of America, New York              | Muséeconsulté le 14 Mars 2025                                                           |
|       | Portrait       | Joaquina la gitane                                                                                   | 1914       | huile sur toile    | 125,5 × 81 cm    | Musée Sorolla, Madrid                                  | Muséeconsulté le 9 Mars 2025                                                            |
|       | Scène de genre | Sortie de baignade                                                                                   | 1915       | huile sur toile    | 130 × 150,5 cm   | Musée Sorolla, Madrid                                  | Muséeconsulté le 9 Mars 2025                                                            |
|       | Scène de genre | Les Voiles                                                                                           | 1915       | huile sur toile    | 75 × 90 cm       | Musée Sorolla, Madrid                                  | Muséeconsulté le 9 Mars 2025                                                            |
|       | Scène de genre | Vision d'Espagne: Catalogne                                                                          | 1915       | huile sur toile    | 351 × 485 cm     | The Hispanic Society of America, New York              | Muséeconsulté le 12 Mars 2025                                                           |
|       | Scène de genre | Vision d'Espagne: Galice                                                                             | 1915       | huile sur toile    | 351 × 300 cm     | The Hispanic Society of America, New York              | Muséeconsulté le 14 Mars 2025                                                           |
|       | Scène de genre | Vision d'Espagne: Séville, La Danse                                                                  | 1915       | huile sur toile    | 351 × 302,5 cm   | The Hispanic Society of America, New York              | Muséeconsulté le 14 Mars 2025                                                           |
|       | Scène de genre | Vision d'Espagne: Séville, les toreros                                                               | 1915       | huile sur toile    | 350 × 231 cm     | The Hispanic Society of America, New York              | Muséeconsulté le 14 Mars 2025                                                           |
|       | Scène de genre | Vision d'Espagne: Valence                                                                            | 1916       | huile sur toile    | 351 × 301 cm     | The Hispanic Society of America, New York              | Muséeconsulté le 14 Mars 2025                                                           |
|       | Scène de genre | Après le bain Le peignoir rose                                                                       | 1916       | huile sur toile    | 207 × 125 cm     | Musée Sorolla, Madrid                                  | Muséeconsulté le 10 Mars 2025                                                           |
|       | Portrait       | Juan Ramón Jiménez                                                                                   | 1916       | huile sur toile    | 110,4 × 79,9 cm  | The Hispanic Society of America, New York              | Muséeconsulté le 15 Mars 2025                                                           |
|       | Portrait       | José Benlliure y Gil                                                                                 | 1916 vers  | huile sur toile    | 79,8 × 105,2 cm  | The Hispanic Society of America, New York              | Muséeconsulté le 15 Mars 2025                                                           |
|       | Portrait       | Le Sculpteur Mariano Benlliure y Gil                                                                 | 1917       | huile sur toile    | 140,8 × 115 cm   | The Hispanic Society of America, New York              | Muséeconsulté le 15 Mars 2025                                                           |
|       | Portrait       | Tomás Bretón y Hernández                                                                             | 1917       | huile sur toile    | 104 × 81 cm      | The Hispanic Society of America, New York              | Muséeconsulté le 15 Mars 2025                                                           |
|       | Scène de genre | Vision d'Espagne : Estrémadure                                                                       | 1917       | huile sur toile    | 351 × 302 cm     | The Hispanic Society of America, New York              | Muséeconsulté le 12 Mars 2025                                                           |
|       | Portrait       | Jacinto Benavente y Martínez                                                                         | 1917       | huile sur toile    | 120,2 × 92,5 cm  | The Hispanic Society of America, New York              | Muséeconsulté le 15 Mars 2025                                                           |
|       | Portrait       | Ricardo de Léon y Román                                                                              | 1917       | huile sur toile    | 110,5 × 83 cm    | The Hispanic Society of America, New York              | Muséeconsulté le 15 Mars 2025                                                           |
|       | Portrait       | Leonardo Torres Quevedo                                                                              | 1917       | huile sur toile    | 124,5 × 99,5 cm  | The Hispanic Society of America, New York              | Muséeconsulté le 15 Mars 2025                                                           |
|       | Portrait       | Gumersindo de Azcárate                                                                               | 1917       | huile sur toile    | 109,5 × 90 cm    | The Hispanic Society of America, New York              | Muséeconsulté le 15 Mars 2025                                                           |
|       | Portrait       | José Martínez Ruiz (Azorín)                                                                          | 1917       | huile sur toile    | 120 × 102 cm     | The Hispanic Society of America, New York              | Muséeconsulté le 15 Mars 2025                                                           |
|       | Portrait       | Joaquin Sorolla Garcia assis                                                                         | 1917 vers  | huile sur toile    | 125 × 81 cm      | Musée Sorolla, Madrid                                  | Muséeconsulté le 11 Mars 2025                                                           |
|       | Portrait       | Antonio Muñoz Degrain                                                                                | 1917 vers  | huile sur toile    | 121 × 103 cm     | The Hispanic Society of America, New York              | Muséeconsulté le 14 Mars 2025                                                           |
|       | Portrait       | Ramón Menéndez Pidal                                                                                 | 1917 vers  | huile sur toile    | 110 × 80 cm      | The Hispanic Society of America, New York              | Muséeconsulté le 19 Mars 2025                                                           |
|       | Portrait       | Portrait de Raquel Meller                                                                            | 1918       |                    |                  | Musée Sorolla, Madrid                                  | Museotecaconsulté le 7 Mars 2025                                                        |
|       | Architecture   | Alcazar de Séville, Porte du Privilège                                                               | 1918       | huile sur toile    | 70 × 51 cm       | Musée Sorolla, Madrid                                  | Muséeconsulté le 10 Mars 2025                                                           |
|       | Portrait       | Antonio Machado y Ruiz                                                                               | 1918       | huile sur toile    | 103 × 80,8 cm    | The Hispanic Society of America, New York              | Muséeconsulté le 12 Mars 2025                                                           |
|       | Portrait       | José Ortega y Gasset                                                                                 | 1918       | huile sur toile    | 82 × 124,7 cm    | The Hispanic Society of America, New York              | Muséeconsulté le 15 Mars 2025                                                           |
|       | Portrait       | Miguel Blay y Fábregas                                                                               | 1918 vers  | huile sur toile    | 81 × 105 cm      | The Hispanic Society of America, New York              | Muséeconsulté le 15 Mars 2025                                                           |
|       | Paysage        | Brise-lames, Saint-Sébastien                                                                         | 1918       | huile sur toile    |                  | Musée Sorolla, Madrid                                  | Google artsconsulté le 9 Mars 2025                                                      |
|       | Scène de genre | Vision d'Espagne : Elche                                                                             | 1918-1919  | huile sur toile    | 350 × 321 cm     | The Hispanic Society of America, New York              | Muséeconsulté le 14 Mars 2025                                                           |
|       | Scène de genre | Vision d'Espagne : Ayamonte                                                                          | 1919       | huile sur toile    | 349 × 485 cm     | The Hispanic Society of America, New York              | Muséeconsulté le 12 Mars 2025                                                           |
|       | Portrait       | Portrait de Ramón Pérez de Ayala                                                                     | 1920       |                    | 105 × 81 cm      | Hispanic Society of America, New York                  | Muséeconsulté le 7 Mars 2025                                                            |
|       | Portrait       | Manuel Benedito-Vives                                                                                | 1920       |                    | 105,5 × 81,5 cm  | Hispanic Society of America, New York                  | Muséeconsulté le 15 Mars 2025                                                           |
|       | Portrait       | Enfant mangeant de la pastèque                                                                       | 1920       | huile sur toile    | 99,5 × 75 cm     | Musée national des Beaux-Arts (Cuba)                   | Muséeconsulté le 8 Mars 2025                                                            |
|       | Portrait       | Doctor Francisco Sandoval                                                                            | 1920       | huile sur toile    | 109,4 × 90 cm    | The Hispanic Society of America, New York              | Muséeconsulté le 15 Mars 2025                                                           |
|       | Portrait       | 'Doctor Gregorio Marañón y Posadillo                                                                 | 1920       | huile sur toile    | 106,2 × 89,4 cm  | The Hispanic Society of America, New York              | Muséeconsulté le 15 Mars 2025                                                           |
|       | Paysage        | Jardin de la maison Sorolla                                                                          | 1920       | huile sur toile    | 104 × 87,5 cm    | Musée Sorolla, Madrid                                  | Muséeconsulté le 9 Mars 2025                                                            |
|       | Portrait       | Elena et Maria à cheval en costumes valenciennois                                                    | 1923       | huile sur toile    | 253,5 × 188 cm   | Musée national d'Art de Catalogne                      | Muséeconsulté le 8 Mars 2025                                                            |

## Dates non documentées
| Image | Thème          | Titre                                               | Date            | Technique       | Dimensions   | Lieu de Conservation                      | Référence                            |
| ----- | -------------- | --------------------------------------------------- | --------------- | --------------- | ------------ | ----------------------------------------- | ------------------------------------ |
|       | Portrait       | Portrait de Marcel Nicolle                          |                 | huile sur toile | 48 × 58 cm   | Musée des Beaux-Arts de Rouen             | Base Jocondeconsulté le 7 Avril 2025 |
|       | Scène de genre | La Dernière chanson                                 |                 | huile sur toile | 100 × 156 cm | Musée national des Beaux-Arts (Argentine) | Muséeconsulté le 8 Mars 2025         |
|       | Scène de genre | Mucha alegria                                       |                 | aquarelle       | 49 × 96,5 cm | Musée national des Beaux-Arts (Argentine) | Muséeconsulté le 8 Mars 2025         |
|       | Portrait       | Fille avec des fleurs                               |                 | huile sur toile | 72 × 71 cm   | Musée national des Beaux-Arts (Chili)     | Muséeconsulté le 8 Mars 2025         |
|       | Portrait       | Clotilde se promenant dans les jardins de La Granja |                 |                 | 170 × 100 cm | Musée national des Beaux-Arts (Cuba)      | Muséeconsulté le 8 Mars 2025         |
|       | Paysage        | L'Estuaire du Nalón                                 | huile sur toile |                 | 62 × 93 cm   | Southampton City Art Gallery              | ArtUKconsulté le 22 Mars 2025        |

## Reférences manquantes
| Image | Thème    | Titre                                                     | Date | Technique       | Dimensions     | Lieu de Conservation                 | Référence |
| ----- | -------- | --------------------------------------------------------- | ---- | --------------- | -------------- | ------------------------------------ | --------- |
|       | Paysage  | Terrasse avec fleurs                                      | 1906 | Huile sur toile | 54,5 × 75,5 cm | collection « Rau pour UNICEF »       |           |
|       | Portrait | Portrait de William Howard Taft, Président des États-Unis | 1909 | Huile sur toile | 150 × 80 cm    | Taft Museum of Art, Cincinnati       |           |
|       | Portrait | Autoportrait de Joaquín Sorolla                           | 1909 | Huile sur toile | 41 × 26 cm     | Musée Sorolla, Madrid                |           |
|       | Paysage  | Le Port de Valence                                        | 1908 | huile sur toile | 52,5 × 66 cm   | Pise, Musée National du Palais Royal |           |

## Etudes
The Hispanic Society of America, New York
- Marché, León (Arcade) (1907) huile sur carton (10,2 × 16,9 cm)
- Marché, León (Auvents) (1907) huile sur carton (10,1 × 16,9 cm
- La Plage, Valence (Pêcheur) (avant 1909) huile sur toile montée sur carton (17 × 26 cm
- La Plage, Valence (Deux hommes assis) (1909) huile sur toile (8,6 × 12,1 cm
- William E.B. Starkweather (1909) huile sur toile (68,8 × 56 cm
- Colomb quittant Palos (Au bastingage, avec fauconneau) (1909-1910) huile sur toile (104,5 × 53,5 cm
- Colomb quittant Palos (Au blason) (1909-1910) huile sur toile (150 × 106,8 cm
- Colomb quittant Palos (À la dunette) (1909-1910) huile sur toile (150 × 104,5 cm
- Colomb quittant Palos (À la lanterne) (1909-1910) huile sur toile (137,5 × 120 cm
- Colomb quittant Palos (De l'arrière, avec fauconneau) (1909-1910) huile sur toile (137,5 × 120 cm
- Colomb quittant Palos (De nuit, profil droit) (1909-1910) huile sur toile (115 × 62,5 cm
- Colomb quittant Palos (En mi-ombre) (1909-1910) huile sur toile (150 × 92,5 cm
- Colomb quittant Palos (Profil droit, face à la poupe) (1909-1910) huile sur toile (109,5 × 73,8 cm
- Colomb quittant Palos (Profil gauche) (1909-1910) huile sur toile (123,3 × 79,8 cm
- La Circulation sur Grand Army Plaza, vue depuis une fenêtre du Savoy (1911) gouache sur carton (21,6 × 43 cm

Leeds Museums and Galleries
- Une Dame et un Chien à la Plage (1906) huile sur toile (15,9 × 22,2 cm
- Dames sur la Plage (1906) huile sur toile (15,9 × 22,2 cm
- Le Pont (1906) huile sur toile (15,9 × 22,2 cm
- Personnes assises sur la plage (1906) huile sur toile (15,9 × 22,2 cm
- La Plage (1906) huile sur toile (15,9 × 22,2 cm